# Championnats d'Europe de patinage artistique 1964
Navigation
Édition précédente Édition suivante
Les championnats d'Europe de patinage artistique 1964 ont lieu du 14 au 18 janvier 1964 à la patinoire municipale Clémenceau de Grenoble en France, quatre mois après son inauguration.
À partir de cette saison 1963/1964, un programme court est ajouté aux compétitions européennes et mondiales des couples artistiques, en plus du programme libre. En revanche, il n'est pas ajouté au concours des Jeux olympiques de 1964, reportant son introduction aux Jeux olympiques suivants

## Qualifications
Les patineurs sont éligibles à l'épreuve s'ils représentent une nation européenne membre de l'Union internationale de patinage (International Skating Union en anglais). Les fédérations nationales sélectionnent leurs patineurs en fonction de leurs propres critères.
Sur la base des résultats des championnats d'Europe 1963, l'Union internationale de patinage autorise chaque pays à avoir de une à trois inscriptions par discipline. 

## Podiums
| Épreuves                            | Or                                  | Argent                               | Bronze                            |
| ----------------------------------- | ----------------------------------- | ------------------------------------ | --------------------------------- |
| Messieurs résultats détaillés       | Alain Calmat                        | Manfred Schnelldorfer                | Karol Divín                       |
| Dames résultats détaillés           | Sjoukje Dijkstra                    | Regine Heitzer                       | Nicole Hassler                    |
| Couples résultats détaillés         | Marika Kilius / Hans-Jürgen Bäumler | Ludmila Belousova / Oleg Protopopov  | Tatiana Zhuk / Aleksandr Gavrilov |
| Danse sur glace résultats détaillés | Eva Romanová / Pavel Roman          | Janet Sawbridge / David Hickinbottom | Yvonne Suddick / Roger Kennerson  |

## Tableau des médailles
| Rang  | Nation               | Or | Argent | Bronze | Total |
| ----- | -------------------- | -- | ------ | ------ | ----- |
| 1     | Allemagne de l'Ouest | 1  | 1      | 0      | 2     |
| 2     | France               | 1  | 0      | 1      | 2     |
| 2     | Tchécoslovaquie      | 1  | 0      | 1      | 2     |
| 4     | Pays-Bas             | 1  | 0      | 0      | 1     |
| 5     | Royaume-Uni          | 0  | 1      | 1      | 2     |
| 5     | Union soviétique     | 0  | 1      | 1      | 2     |
| 7     | Autriche             | 0  | 1      | 0      | 1     |
| Total | Total                | 4  | 4      | 4      | 12    |

## Détails des compétitions

### Messieurs
| Rang    | Nom                   | Nation               | Places | Points | Fig. impo. | Prog. libre |
| ------- | --------------------- | -------------------- | ------ | ------ | ---------- | ----------- |
| 1       | Alain Calmat          | France               |        |        |            |             |
| 2       | Manfred Schnelldorfer | Allemagne de l'Ouest |        |        |            |             |
| 3       | Karol Divín           | Tchécoslovaquie      |        |        |            |             |
| 4       | Emmerich Danzer       | Autriche             |        |        |            |             |
| 5       | Peter Jonas           | Autriche             |        |        |            |             |
| 6       | Sepp Schönmetzler     | Allemagne de l'Ouest |        |        |            |             |
| 7       | Wolfgang Schwarz      | Autriche             |        |        |            |             |
| 8       | Giordano Abbondati    | Italie               |        |        |            |             |
| 9       | Robert Dureville      | France               |        |        |            |             |
| 10      | Hugo Dümmler          | Allemagne de l'Ouest |        |        |            |             |
| 11      | Philippe Pélissier    | France               |        |        |            |             |
| 12      | Jenő Ébert            | Hongrie              |        |        |            |             |
| 13      | Markus Germann        | Suisse               |        |        |            |             |
| 14      | Wouter Toledo         | Pays-Bas             |        |        |            |             |
| 15      | Hywel Evans           | Royaume-Uni          |        |        |            |             |
| 16      | Franciszek Spitol     | Pologne              |        |        |            |             |
| Abandon | Valeri Meshkov        | Union soviétique     |        |        |            |             |

### Dames
| Rang    | Nom                    | Nation             | Places | Points | Fig. impo. | Prog. libre |
| ------- | ---------------------- | ------------------ | ------ | ------ | ---------- | ----------- |
| 1       | Sjoukje Dijkstra       | Pays-Bas           |        |        |            |             |
| 2       | Regine Heitzer         | Autriche           |        |        |            |             |
| 3       | Nicole Hassler         | France             |        |        |            |             |
| 4       | Sally-Anne Stapleford  | Royaume-Uni        |        |        |            |             |
| 5       | Helli Sengstschmid     | Autriche           |        |        |            |             |
| 6       | Diana Clifton-Peach    | Royaume-Uni        |        |        |            |             |
| 7       | Inge Paul              | Allemagne de l'Est |        |        |            |             |
| 8       | Carol-Ann Warner       | Royaume-Uni        |        |        |            |             |
| 9       | Ingrid Ostler          | Autriche           |        |        |            |             |
| 10      | Jana Mrázková          | Tchécoslovaquie    |        |        |            |             |
| 11      | Zsuzsa Almássy         | Hongrie            |        |        |            |             |
| 12      | Fränzi Schmidt         | Suisse             |        |        |            |             |
| 13      | Ann-Margreth Frei      | Suède              |        |        |            |             |
| 14      | Sandra Brugnera        | Italie             |        |        |            |             |
| 15      | Christine van de Putte | Belgique           |        |        |            |             |
| 16      | Monika Zing            | Suisse             |        |        |            |             |
| 17      | Alena Augustová        | Tchécoslovaquie    |        |        |            |             |
| 18      | Geneviève Burdel       | France             |        |        |            |             |
| 19      | Sylvaine Duban         | France             |        |        |            |             |
| 20      | Elżbieta Kościk        | Pologne            |        |        |            |             |
| Abandon | Karin Dehle            | Norvège            |        |        |            |             |

### Couples
| Rang | Nom                                    | Nation               | Places | Points | Prog. court | Prog. libre |
| ---- | -------------------------------------- | -------------------- | ------ | ------ | ----------- | ----------- |
| 1    | Marika Kilius / Hans-Jürgen Bäumler    | Allemagne de l'Ouest |        |        |             |             |
| 2    | Ludmila Belousova / Oleg Protopopov    | Union soviétique     |        |        |             |             |
| 3    | Tatiana Zhuk / Aleksandr Gavrilov      | Union soviétique     |        |        |             |             |
| 4    | Sonja Pfersdorf / Günther Matzdorf     | Allemagne de l'Ouest |        |        |             |             |
| 5    | Gerda Johner / Rüdi Johner             | Suisse               |        |        |             |             |
| 6    | Sigrid Riechmann / Wolfgang Danne      | Allemagne de l'Ouest |        |        |             |             |
| 7    | Tatiana Sharanova / Aleksandr Gorelik  | Union soviétique     |        |        |             |             |
| 8    | Agnesa Wlachovská / Peter Bartosiewicz | Tchécoslovaquie      |        |        |             |             |
| 9    | Gerlinde Schönbauer / Wilhelm Bietak   | Autriche             |        |        |             |             |
| 10   | Mária Csordás / László Kondi           | Hongrie              |        |        |             |             |
| 11   | Monique Mathys / Yves Aellig           | Suisse               |        |        |             |             |
| 12   | Milada Kubíková / Jaroslav Votruba     | Tchécoslovaquie      |        |        |             |             |
| 13   | Micheline Joubert / Alain Trouillet    | France               |        |        |             |             |

### Danse sur glace
| Rang | Nom                                    | Nation               | Places | Points | Danses imposées | Danse libre |
| ---- | -------------------------------------- | -------------------- | ------ | ------ | --------------- | ----------- |
| 1    | Eva Romanová / Pavel Roman             | Tchécoslovaquie      |        |        |                 |             |
| 2    | Janet Sawbridge / David Hickinbottom   | Royaume-Uni          |        |        |                 |             |
| 3    | Yvonne Suddick / Roger Kennerson       | Royaume-Uni          |        |        |                 |             |
| 4    | Györgyi Korda / Pál Vásárhelyi         | Hongrie              |        |        |                 |             |
| 5    | Marjorie McCoy / Ian Phillips          | Royaume-Uni          |        |        |                 |             |
| 6    | Jitka Babická / Jaromír Holan          | Tchécoslovaquie      |        |        |                 |             |
| 7    | Gabriele Rauch / Rudi Matysik          | Allemagne de l'Ouest |        |        |                 |             |
| 8    | Brigitte Martin / Francis Gamichon     | France               |        |        |                 |             |
| 9    | Christel Trebesiner / Gerald Felsinger | Autriche             |        |        |                 |             |
| 10   | Jopie Wolf / Nico Wolf                 | Pays-Bas             |        |        |                 |             |
| 11   | Jutta Peters / Wolfgang Kunz           | Allemagne de l'Ouest |        |        |                 |             |
| 12   | Ghislaine Houdas / Pierre Brun         | France               |        |        |                 |             |
| 13   | Monique Mathys / Yves Aellig           | Suisse               |        |        |                 |             |